# 黑體-簡
黑體-簡是Mac OS X Snow Leopard（版本10.6）包含的簡體中文字型，也是iPhone OS 3.0（版本4.0後改名為iOS）及iPod nano第五代以來的預設簡體中文字型。黑體-簡係為黑體，取代华文细黑成為Mac OS X Snow Leopard的預設簡體中文字型。
與繁體中文的黑體-繁為同源字型，皆由常州華文印刷新技術有限公司於1998年前後研發的「華文細黑」和「華文黑體」這兩套不同字重的簡體中文黑體修改而來，並都成為Mac OS X與iOS的預設中文字型。黑體-繁與黑體-簡風格一樣，但各自筆畫依照當地政府規範而些許不同。
iOS 9和OS X El Capitan改以蘋方-簡作為系統預設簡體中文字體，黑體-簡仍內建於macOS。

## 概要
在過去，華文黑體是Mac OS X的預設簡體中文字型，因此以前並沒有黑體-簡。黑體-簡是全新的字型，與黑體-繁同以華文黑體為基礎開發，成為Mac OS X Snow Leopard與iPhone OS 3.0（版本4.0後改名為iOS）之後內建並同時為預設的簡體中文字型。雖與華文黑體為兩套字型，但差異微小，僅排列上有差距，筆畫的差距也十分微小。
包含「細體」與「中黑」，黑體-簡與黑體-繁皆使用.ttc（TrueType Collection）格式，可以在單一檔案包含多套字型。其中，黑體-簡與黑體-繁的細體在/System/Library/Fonts/STHeiti Light.ttc，黑體-簡與黑體-繁的中黑在/Library/Fonts/STHeiti Medium.ttc。
黑體-簡的英文名稱為Heiti SC。Heiti為黑體的漢語拼音，SC代表簡體中文（Simplified Chinese）。

## 出處
1. ↑  .   [2009-09-07]. （原始内容存档于2009-08-29）.